# Пархоменко, Наталья Станиславовна
Пархоменко Наталья Станиславовна (Высоцкая; род. 21 марта 1979, Кривой Рог, Днепропетровская область) — украинская гандболистка-вратарь и тренер. Мастер спорта Украины (2000). 5-кратная чемпионка Украины, обладательница Кубка обладателей кубков (2001), вице-чемпион России, обладательница Кубка ЕГФ (2014).

## Биография
Родилась 21 марта 1979 года в городе Кривой Рог.
Окончила ДЮСШ № 4 (Кривой Рог).
В 2000 году, за победу по итогам украинской Универсиады, получила звание мастера спорта Украины.
В 2002 году окончила Бердянский педагогический университет.
Замужем. Супруг Александр; дочь Анастасия (род. 2007).

## Спортивная карьера
В гандболе с 10 лет. Воспитанница ДЮСШ № 4 (Кривой Рог). Первый тренер — Геннадий Васильевич Кравцов. Бросковая рука правая.
С 1993 года выступала за команду «Рудана» (Кривой Рог), с 1996 года — в составе «Мотор-2» (Запорожье), позже защищала ворота основной команды, с которой победила в европейском Кубке обладателей кубков 2000/01.
В 2007—2011 годах играла за команду «Спарта» (Кривой Рог), затем несколько лет за зарубежные клубы «Бакеу» (Бакеу, Румыния), «Кубань» (Краснодар) и «Лада» (Тольятти). В составе «Лады» завоевала серебро чемпионата России и Кубок ЕГФ 2013/14.
С 2014 года защищала ворота клуба «Реал» (Николаев). Заняла 2-е место в голосовании за лучшую игроку Суперлиги сезона 2014/15 по версии газеты «Команда».
В сезонах 2016/2017 — 2020/2021 — главный тренер команды суперлиги «Реал» (Николаев), с сезона 2021/2022 тренирует женскую гандбольную команду первой лиги «Рысь-МФКФК» (Николаев).